# Section de la Halle-aux-Blés
La section de la Halle-aux-Blés était, sous la Révolution française, une section révolutionnaire parisienne.

## Représentants
Elle était représentée à la Commune de Paris par :
- Jacques Louis Cresson (aîné), ébéniste né à Paris en 1745, il habite 23, rue des Deux-Écus. Officier municipal et administrateur de police, il est guillotiné le 11 thermidor an II (29 juillet 1794),
- René Toussaint Daubancourt, coffretier né à Paris en 1741 où 1743, demeurant 23, rue Croix-des-Petits-Champs. Il est guillotiné le 11 thermidor an II.
- Jean Benoist, où Benoit, tailleur né en 1751, il demeure 130, rue Croix-des-Petits-Champs. Il se suicide en thermidor an II.

## Territoire
Il correspondait au secteur entre le Palais-Royal et les Halles centrales.

## Limites
La rue des Bons-Enfants et Neuve-des-Bons-Enfants, à droite, depuis la rue Saint-Honoré jusqu’à la rue Neuve-des-Petits-Champs : la rue La Feuillade, à droite, jusqu’à la place des Victoires : la place des Victoires, à droite de la rue La Feuillade, à la rue Croix-des-Petits-Champs : la rue Croix-des-Petits-Champs, à droite, jusqu’à la rue Coquillière : la rue Coquillière, à droite, jusqu’à la rue du Four, la rue du Four, à droite, jusqu’à la rue Saint-Honoré : la rue Saint-Honoré, à droite, depuis la rue du Four, jusqu’à la rue des Bons-Enfants.

## Intérieur
Les rues Baillif, de la Vrillière, Croix-des-Petits-Champs, du Bouloi, du Pélican, de Grenelle, d'Orléans, des Deux-Écus, Babile, de Varenne, de Vanne, Oblin, de Sartine, Mercier, de la Nouvelle-Halle, etc. ; et généralement tous les rues, culs-de-sac, places, etc., enclavés dans cette limite.

## Local
La section de la Halle-aux-Blés se réunissait dans la collégiale Saint-Honoré qui était située à hauteur du n° 182 rue Saint-Honoré, sur l'emplacement de l'actuelle annexe du ministère de la Culture.

## Population
11 640 habitants, dont 620 ouvriers et 20 économiquement faibles.

## 9 Thermidor an II
Lors de la chute de Robespierre, la section de la Halle-aux-Blés resta fidèle à la Convention nationale le 9 thermidor an II (27 juillet 1794), hormis ses trois représentants à la Commune de Paris qui lui prêtèrent serment, deux furent guillotinés le 11 thermidor an II (29 juillet 1794), le troisième se suicida en juillet 1794.
Rapport d’Edme-Bonaventure Courtois :

« L’invitation de la Commune et la proclamation de la Convention parviennent presque au même instant. Elle envoie des commissaires à la Convention pour l’assurer de son loyalisme, la force armée est envoyée avec un canon à sa défense.

Daubancourt, membre du conseil général, revêtu de l’écharpe tricolore, parle en faveur de la Commune. Son arrestation est décidée et il est envoyé au Comité de sûreté générale. Elle est approuvée par les représentants du peuple qui, après, paraissent à l’assemblée.

Le comité civil était dans d’excellents principes. Le comité révolutionnaire s’est conduit d’une manière très énergique.

Les officiers municipaux Alexandre Louvet, Louis Pâris et Nicolas Jérôme, et quelques autres, sont arrêtés et envoyés au Comité de sûreté générale (Tous les trois seront guillotinés le 11 thermidor an II.)

Benoist, adjudant de Boulanger se donne la mort dans la cour de la section. »

## Évolution
Après le regroupement par quatre des sections révolutionnaires par la loi du 19 vendémiaire an IV (11 octobre 1795)  qui porte création de 12 arrondissements, la présente section est maintenue comme subdivision administrative, puis devient, par arrêté préfectoral du 10 mai 1811, le quartier de la Banque (4e arrondissement de Paris).